# Панджалские траппы

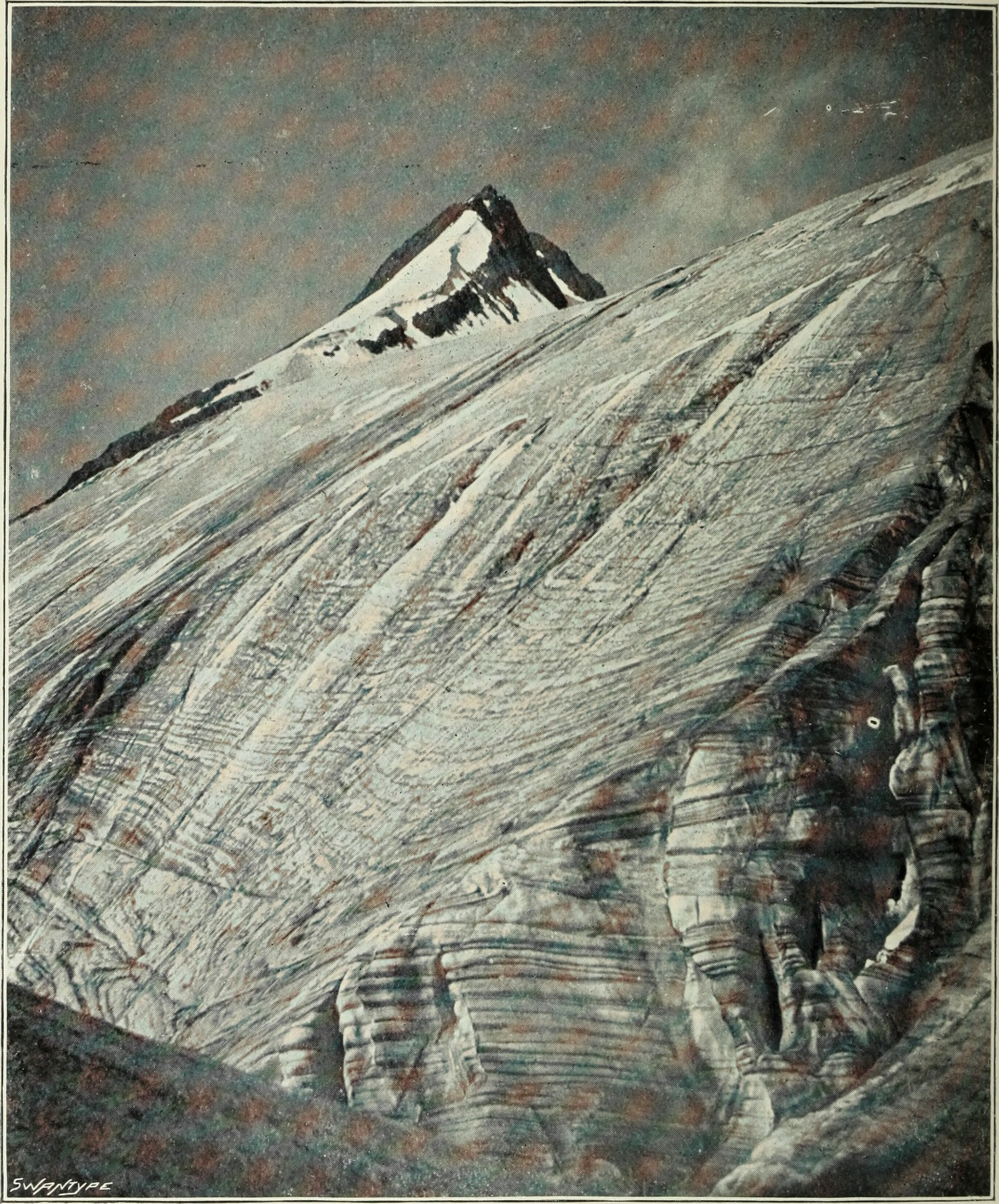
Фотография из книги 1912 года

Панджалские траппы — крупная магматическая провинция (КМП), которая была активна в начале и середине пермского периода в северо-западной Индии. Образование Панджалских траппов связано с открытием океана Неотетис, что вызвало распад континентальных блоков Киммерии на северо-восточной окраине Гондваны и, возможно, распад самой Гондваны. В районе Занскар-Лахул-Спити (северо-запад Гималаев и юго-восточный Ладакх) базальты Панджалских траппов толщиной 30—150 м в основном выходят на поверхность в виде массивных наземных лавовых потоков, а также как морская подушечная лава и гиалокластиты.
Панджалские траппы были впервые описаны в 1824 году и получили своё название от британского геолога Ричарда Лидеккера в 1883 году, но их происхождение, возраст и отношения с окружающими и подстилающими породами оставались неизвестными в течение более чем 100 лет. Панджалские траппы ранее являлись одной из самых малоизученных крупных магматических провинций до 2011 года, когда их образование было датировано 289 млн лет назад.

## Геологическая обстановка
Позднекарбонские-раннепермские отложения Тетиса родственны области Занскар-Спити, в основном, терригенные, обломочные осадочные породы, хотя в это время в Пакистане и центральной части Непала происходила и магматическая активность. Осадочные слои связаны с эрозией, которая последовала за подъёмом по краям расколовшегося Индийского субконтинента. В восточных и центральных Гималаях в тот же период были зарегистрированы более крупные извержения вулканов. Аборские вулканы произвели более 1500 м базальтовых и андезитных потоков и туфов. В конце пермского периода (Сакмарский—Роудский ярусы) толеитовая серия Нар-Цум произвела 300 м спилитов бхоте-косийских базальтов в южном Тибете.
Более молодые (артинско-казанские) Панджалские траппы произвели крупнейшие магматические провинции в северо-западной Индии. Их потоки лавы ныне лежат на площади 10 000 км², от восточных Занскар-Спити-Лахау до северо-восточного Пакистана, они заполнили рифтовую долину, называемую синклиналью Занскар-Спити. Первоначальный объём Панджалских траппов может превышать 0,2х10⁶ км², распределение аналогично Эмэйшанским траппам в Юго-Западном Китае и колумбийским базальтам на северо-западе США. В Ладакхе и Кашмирской долине потоки достигали 2500 м в толщину с меньшим количеством пирокластических пород. На северо-востоке Пакистана Панджалские потоки представляют собой дайки, пересекающие фундамент и раннепалеозойские слои, и как слоистые магматические потоки на позднепалеозойских-мезозойских слоях, родственные морю Тетис.
За извержением Панджалских траппов последовало размещение ряда отложений (казанский-вучапинский ярусы), вследствие прогрессивного термально-тектонического опускания Индийской пассивной окраины, связанного с развитием Нео-Тетиса.

## Тектонические последствия
Панджалские траппы были связаны либо с олсонским вымиранием (260 млн лет назад), либо с пермским вымиранием (252 млн лет назад). Анализ цирконовых кристаллов, однако, говорит о 206U/238Pb возрасте от 289 ±2 млн лет назад — значительно старше этих массовых вымираний. Панджалские траппы могут быть связаны с африканским суперплюмом и, скорее всего, отвечают за повсеместный трапповый магматизм в Гималаях, но Сибирские траппы (251 млн лет назад) вероятно, более подходящий кандидат для причины этих недавних массовых вымираний.
Позднекарбонские-пермские КМП (такие как Ютландия, Панджал, Тарим, Эмэйшань и Сибирская) появились до распада Пангеи, тогда как после-пермские провинции были вовлечены в распад суперконтинента. Мантийные плюм-производные провинции имеют общие черты: большой объём базальтов, короткая продолжительность, подъём и вздутие земной коры перед извержением, высокая температура плавления, минералы коматииты и пикриты. Химический и изотопный состав образцов базальта, взятого из восточной части Кашмирской долины, похож на состав внутриплитных базальтов, и они, вероятно, происходят из источников шпинеля и перидотита. Пробы, взятые с западной стороны долины более примитивны, они произошли из более истощённого источника. Это говорит о том, что Панджал перешёл от молодого континентального образования, где базальтовый состав был обогащён океано-островными базальтами, к старому океану, где состав был истощён срединно-океаническими базальтами. По химическому составу панджалские базальты очень похожи на послепермские, послепангейские КМП.
Палеомагнитные данные из Кашмирской долины указывают, что Панджалские извержения происходили на южной палеошироте около 33° (±5°).